# Argemone mexicana

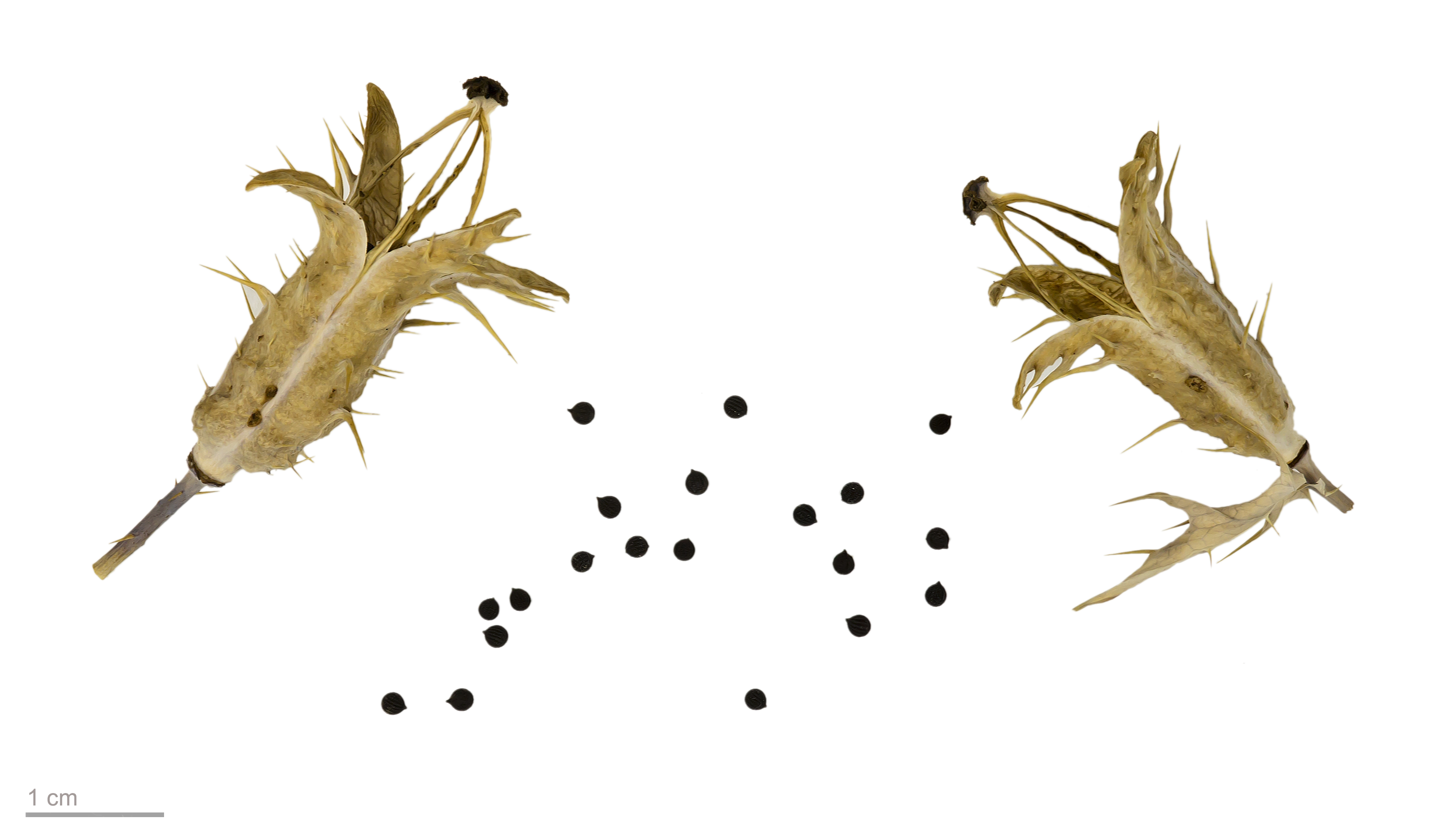
Argemone mexicana

Argemone mexicana (L., 1753), comunemente nota come papavero messicano spinoso, cardo o cardosanto, è una specie di papavero originaria del Messico e ora ampiamente diffuso in molte parti del mondo.
Pianta pioniera estremamente resistente, sopporta siccità e terreni poveri, essendo spesso l'unica copertura sui nuovi tagli stradali o banchine. Velenoso per gli animali al pascolo, è raramente mangiato, è utilizzato come medicina dai guaritori tradizionali del Messico e dai nativi degli Stati Uniti occidentali.